# Maimi Yajima
Maimi Yajima (矢島 舞美), född 7 februari 1992 i Saitama, Saitama prefektur, Japan, är en japansk sångare. Hon är frontkvinna i gruppen °C-ute inom ramen för Hello! Project. Hon är sedan 2006 värd för radioprogrammet Cutie Party.